# Alexander Grant (Kolonialgouverneur)
Sir Alexander Grant (* 1775; † 29. September 1827) war ein britischer Kapitän des Royal African Corps und gilt als erster Verwalter der Kolonie Gambia in Westafrika.

## Leben und Karriere
Von Gorée aus wurde Grant im März 1816 mit zwei Offizieren geschickt, um Fort James im Gambia-Fluss wieder zu besetzen um die britische Rechte am Handel an den Gambia zu schützen und den Sklavenhandel zu kontrollieren. Er befehligte eine Gruppe von 50 Männern der Royal African Corps und wurde von 24 Handwerkern begleitet. Doch schon bald entdeckt er, dass die Festung nicht mehr zu reparieren war und schlug seinen Vorgesetzten vor, stattdessen Banjul Island zu besetzen. Zusammen mit Oberstleutnant Thomas Brereton, verhandelte er die Abtretung der Insel für eine Zahlungsbedingungen von etwa £ 25 pro Jahr an den König von Kombo und nahm am 23. April 1816 formellen Besitz der Insel. Er benannte sie in „St. Mary’s Island“ um und gegründet die Stadt Bathurst (Heute Banjul) darauf, er war damit für die Grundstruktur der Stadt, die heute noch in den Straßenzügen erkennbar ist, verantwortlich. Er ließ in den ersten Abschnitt das Government House (heute State House) und Teile der Kasernen, die immer noch als Regierungsgebäude genutzt werden, errichteten. Er setzte seine ganze Kraft ein seinen Befehl auf den flussbezogenen Sklavenhandel zu stoppen und ermutigte die missionarischen Aktivitäten der Quäker und der Wesleyanische Kirche. Im Jahr 1823 verhandelte er den Erwerb der Lemain Island (Umbenennung nach MacCarthy Island, heute Janjanbureh Island) und ordnete den Bau eines Fort ab, Fort George, die er damals mit einem Dutzend Soldaten bemannte.
Grant diente auch als amtierender Gouverneur von Sierra Leone im Jahr 1820 und erneut im Jahre 1821. Anlässlich seiner erneuten Einsetzung als Gouverneur von Sierra Leone wurde er 1821 auch zum Knight Bachelor geschlagen. Er wurde zum Major im zweiten West India Regiments befördert und führte im April 1822 als Kommandant einer gambischen Garnison. Er hielt diese Position bis August 1826, als er von Captain Alexander Findlay abgelöst wurde (Findley wurde auch später Dezember 1829 als der erste Leutnantgouverneur von Gambia ernannt).